# Princes in the Tower
Princes in the Tower è un film televisivo del 2005 diretto da Justin Hardy.

## Trama
Sedici anni dopo la scomparsa dei due principi nella Torre, Perkin Warbeck dichiara di essere il principe Riccardo ed avanza pretese sul trono inglese.

## Inesattezze storiche
Il film presenta alcune inesattezze storiche:
- Nel film Warbeck riesce quasi a convincere Re Enrico VII che egli è davvero Riccardo, duca di York.
- Nel film Margaret Beaufort viene indicata come l'assassina di Edoardo V.
- Nel finale del film viene mostrata Margaret Beaufort guardare la sepoltura dei due principi dall'alto di una terrazza.
- Al termine del film una scritta dice che gli scheletri dei due principi sono stati trovati nel 1647 ai piedi di una scalinata. In realtà i resti dei due principi furono trovati nel 1674 dentro un baule di legno.